# Schwarzenbach (Schlichem)
| Zuläufe und Bauwerke \| Schwarzenbach \| Schwarzenbach \| Schwarzenbach \| \| ---------------------- \| ------------- \| ---------------------- \| \| Legende \| \| \| \| \| \| \| \| L435 \| \| L435 \| \| Schömberg \| \| Schmellbach \| \| L434 \| \| L434 \| \| \| \| \| \| \| \| \| \| L435 \| \| L435 \| \| \| \| Stockbrunnen \| \| B27 \| \| B27 \| \| \| \| NN \| \| \| \| Reifentalbach \| \| \| \| Schwarderbach \| \| Zimmern unter der Burg \| \| Zimmern unter der Burg \| \| Schwaigholzbach \| \| \| \| \| \| Wiesentalbach \| \| Seltergraben \| \| \| \| In der Gass \| \| Gößlinger Straße \| \| Alberweg \| \| Alberweg \| \| \| \| \| \| NN \| \| \| \| K7168 \| \| K7168 \| \| Jungholtgraben \| \| \| \| \| \| Graben Vaihinger Wald \| \| Kreisgrenze \| \| \| \| \| \| \| \| \| \| \| \| \| \| Eschlegraben \| \| K5552 \| \| K5552 \| \| \| \| NN \| \| Erlensee \| \| \| \| K5562 \| \| K5562 \| \| \| \| Brühlgraben \| \| Schlichem \| \| \| |  |                        |
| Schwarzenbach |  |                        |
| Legende |  |                        |
| |  |                        |
| L435 |  | L435                   |
| Schömberg |  | Schmellbach            |
| L434 |  | L434                   |
| |  |                        |
| |  |                        |
| L435 |  | L435                   |
| |  | Stockbrunnen           |
| B27 |  | B27                    |
| |  | NN                     |
| |  | Reifentalbach          |
| |  | Schwarderbach          |
| Zimmern unter der Burg |  | Zimmern unter der Burg |
| Schwaigholzbach |  |                        |
| |  | Wiesentalbach          |
| Seltergraben |  |                        |
| In der Gass |  | Gößlinger Straße       |
| Alberweg |  | Alberweg               |
| |  |                        |
| NN |  |                        |
| K7168 |  | K7168                  |
| Jungholtgraben |  |                        |
| |  | Graben Vaihinger Wald  |
| Kreisgrenze |  |                        |
| |  |                        |
| |  |                        |
| |  | Eschlegraben           |
| K5552 |  | K5552                  |
| |  | NN                     |
| Erlensee |  |                        |
| K5562 |  | K5562                  |
| |  | Brühlgraben            |
| Schlichem |  |                        |

Der Schwarzenbach ist ein südöstlicher und linker Zufluss der Schlichem. Er fließt in den baden-württembergischen Landkreisen Rottweil und Zollernalb. Der Fluss ist 14,3 km lang.

## Geographie

### Verlauf
Der Schwarzenbach entspringt im Gewann Gumpen von Schörzingen. Nach Unterquerung der Bundesstraße 27 fließt er in einem sehr naturnahen Verlauf durch das großteils bewaldete Naturschutzgebiet Schwarzenbach, wo er streckenweise die Kreisgrenze zum Landkreis Rottweil bildet, und passiert anschließend das Dorf Zimmern unter der Burg. Er überquert die Kreisgrenze zum Landkreis Rottweil und fließt vorbei an Gößlingen und Mariahochheim. Auf dem letzten Kilometer seines Verlaufs bildet er die Gemarkungsgrenze zwischen Böhringen und Irslingen und mündet schließlich gegenüber der Kläranlage Böhringen in die Schlichem.

### Einzugsgebiet
Das Einzugsgebiet ist ca. 29,5 km² groß. Der höchste Punkt auf wenig über 827,3 m ü. NHN liegt auf dem Wochenberg auf der Gemarkung Schörzingen.

### Zuflüsse
Hierarchische Liste der Zuflüsse jeweils von der Quelle zur Mündung. Bestandteile des amtlichen Gesamtstrangs fett.
Schwarzbach
- Zimmernertalbach (rechter Oberlauf)
  - Schmellbach (rechter Oberlauf)
    - Schmellbach (!) (links)

  - (Bach vom Stockbrunnen) (linker Oberlauf)
  - (Bach vom Brach) (links)
    - (Bach von Acht Mannswald) (links)

  - Reifentalbach (links)
  - Schwarderbach (links)
  - Schwaigholzbach (rechts)
    - Killwiesbach (Oberlauf)
- Wiesentalbach (linker Oberlauf)
- Seltergraben (rechts)
- (Bach aus dem Greut) (rechts)
- Jungholtgraben (rechts)
- Graben Vaihinger Wald (links)
- Eschlegraben (links)
- (Bach vom Bumbergle) (links)
- Brühlgraben (links)

## Naturschutz
Der Talabschnitt zwischen B27 und Zimmern unter der Burg ist als Naturschutzgebiet Schwarzenbach geschützt.
Der Schwarzenbach fließt auf ca. 2 km durch das Landschaftsschutzgebiet Landschaft um Gößlingen.
Die Quelle, das NSG Schwarzenbach sowie ein kurzer Abschnitt auf der Gemarkung Zimmern unter der Burg liegen im FFH-Gebiet Prim-Albvorland, die Mündung im FFH-Gebiet Neckartal zwischen Rottweil und Sulz. Im Schwarzenbach wurden die FFH-Arten Groppe und Steinkrebs nachgewiesen. Außerdem gibt es Hinweise auf ein Vorkommen der Bachmuschel. Zudem gibt es einige Bestände des FFH-Lebensraumtyps „Auwälder mit Erle, Esche, Weide“. Der Bach selbst ist streckenweise als Lebensraumtyp „Fließgewässer mit flutender Wasservegetation“ geschützt.